# Cantone di Plaisir
Il Cantone di Plaisir è una divisione amministrativa degli arrondissement di Rambouillet e di Versailles.
A seguito della riforma complessiva dei cantoni del 2014 è passato da 3 a 4 comuni, incorporando il comune di Beynes.

## Composizione
Prima della riforma del 2014 comprendeva i comuni di:
- Les Clayes-sous-Bois
- Plaisir
- Thiverval-Grignon

Dal 2015 comprende i comuni di:
- Beynes
- Les Clayes-sous-Bois
- Plaisir
- Thiverval-Grignon